# Kościół św. Rocha w Głuchołazach
Kościół świętego Rocha – rzymskokatolicki kościół filialny należący do parafii św. Wawrzyńca w Głuchołazach.

## Historia
Jest to świątynia wybudowana w latach 1626–1627 z własnych środków proboszcza głuchołaskiego. Budowla została poświęcona latem 1628 roku. Do 1866 roku wokół świątyni znajdował się cmentarz. Początkowo gdy cmentarz znajdował się jeszcze wokół kościoła parafialnego, tutaj chowani byli parafianie ze wsi. Rozwalająca się budowla została odnowiona w 1860 roku przez proboszcza Bulanga; świątynia remontowana była również kilka lat temu.

## Architektura i wnętrze
Budowla posiada cechy charakterystyczne dla gotyku (Są to trójboczna absyda, drewniana wieżyczka z dzwonkiem, ostrołukowe okna i portal). Wnętrze reprezentuje różne style i jest nakryte płaskim stropem. Ołtarz w stylu późnorenesansowym, pochodzi z 1625 roku i jest zwieńczony Pelikanem (symbol Chrystusa), znajduje się w nim ośmioboczny obraz na drzewie namalowany przez Schonfeldera, przedstawiający Dzieciątko w ramionach Matki Boskiej, powstrzymujące karzącą rękę Boga (z piorunem i młotem). W medalionach po bokach znajdują się wizerunki świętych Rocha i Sebastiana wykonane w późniejszych latach. Po bokach są umieszczone barokowe rzeźby tychże świętych. W zwieńczeniu ołtarza znajdują się medaliony św. Wawrzyńca, Matki Boskiej Bolesnej i św. Jana Ewangelisty i Sterczyny. Jego dolna część podobna jest do sarkofagu, ozdobionego łacińskimi napisami. Umieszczona jest tu płaskorzeźba Węża Miedzianego, który odwrócił chorobę od Izraelitów. W prawym ołtarzu znajduje się płaskorzeźba modlącego się świętego Izydora z 1634 roku, na cmentarzu byli chowani głównie rolnicy, których patronem jest ten święty. W medalionach po bokach znajdują się Pietà i Matka Boża z Dzieciątkiem. W lewym ołtarzu znajduje się płaskorzeźba Ukoronowanie cierniem z 1680 roku i obraz św. Alfonsa Marii Ligouriego.